# Bogoboj Atanacković
Bogoboj Atanacković (magyarosan Atanackovics Bogoboj; Baja, 1826. június 10. – Újvidék, 1858. augusztus 28.) magyarországi szerb ügyvéd, író.
Tekintélyes bajai szerb kereskedőcsaládból származott. Pesten, alföldi csárdákban, falusi házakban és nemesi kúriákban játszódó[forrás?] regényeit, novelláit szerb nyelven jelentette meg. Több kisebb elbeszélése a Južna pčela (Déli Méh) című újságban jelent meg.
Az 1848–1849-es szabadságharc bukása után beutazta Nyugat-Európát.
Szobrát 1996. június 10-én avatták fel a bajai szerb Szent Miklós-templom kertjében.[forrás?]

## Művei
- Darak Srbkinyi. (Szerb novellák.) 1845–46. Két kötet
- Dva idola. (Két bálvány.) Regény 2 kötetben. 1851–52
- Knyiga za dobre ciele (Jó irányú könyvek) címmel sorozatot is adott ki, de csak az első kötet jelent meg belőle